# Monumento Eldorado Memória

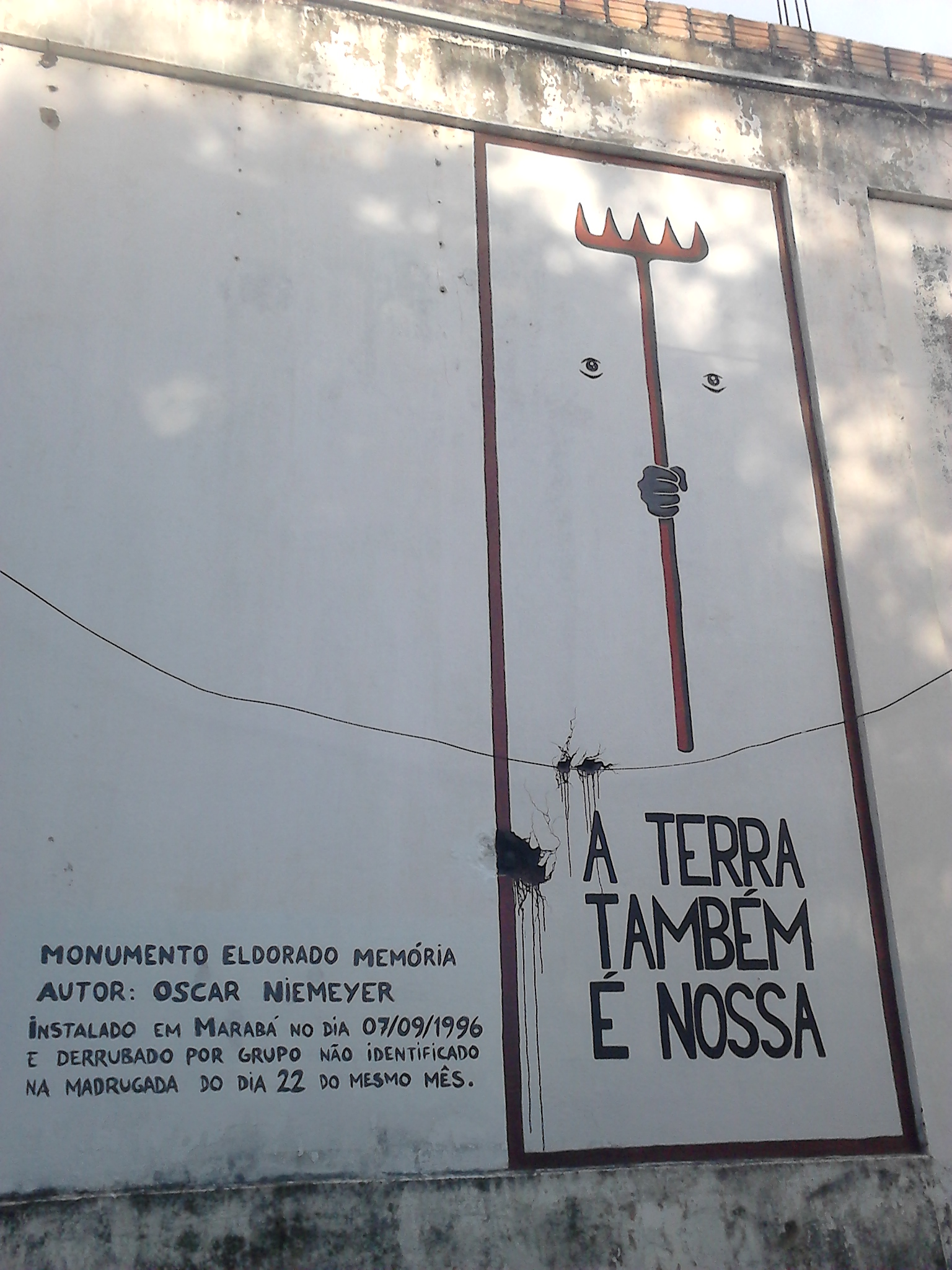
Reprodução do Monumento Eldorado Memória gravada numa parede da Unidade I do Campus Marabá da Universidade Federal do Sul e Sudeste do Pará, em 2016.

O Monumento Eldorado Memória foi um monumento projetado pelo arquiteto Oscar Niemeyer em alusão ao Massacre de Eldorado do Carajás, sendo inaugurado no dia 7 de setembro de 1996 em Marabá, no Sudeste do Pará.
Niemeyer doou o projeto do monumento enquanto participava da VI Mostra Internacional de Arquitetura em São Paulo, em julho de 1996.
O monumento foi rapidamente construído contando com recursos advindos do próprio Niemeyer e de movimentos de defesa dos direitos humanos. A prefeitura de Marabá e o governo federal brasileiro cederam o local e garantiram a possibilidade de instalação.
O monumento, que imitava um ancinho com uma mão o segurando e dividido na horizontal por um par de olhos, foi destruído 15 dias depois de inaugurado por latifundiários da região.

## Características do monumento
Segundo o professor Gil Vieira Costa (2018), da Universidade Federal do Sul e Sudeste do Pará, Eldorado Memória "era um monumento retangular, com cerca de quatro metros de altura, feito em concreto". Segundo Costa (2018), compunha-se da figura de "um ancinho ao centro, segurado por uma mão e posto a frente de dois olhos abertos". No monumento também havia a inscrição "a terra também é nossa", que era acompanhada das seguintes palavras:
| “ | Testemunhamos para contar a nossos filhos e suas gerações: Governava o Brasil em 17 de abril de 1996, dia do massacre, o presidente Fernando Henrique Cardoso. Era Governador do Pará o Dr. Almir Gabriel, que determinou a operação. Deu ordem de tiro o Cel. Mário Colares Pantoja [...] | ” |
|   | |   |

Seguia-se o nome dos trabalhadores rurais mortos e encerrava-se com o seguinte:
| “ | [...] "Candelária, Carandiru, Corumbiara, Eldorado dos Carajás. A pedagogia dos aços golpeia no corpo essa atroz geografia. Se calarmos, as pedras gritarão..." Pedro Tierra | ” |
|   | |   |

## Antecedentes e construção
Clamando por mais ação do governo pela reforma agrária, 1.500 sem-terra que estavam acampados em Curionópolis (desde o ano anterior) decidiram, em 19 de abril de 1996, fazer uma marcha em protesto na antiga rodovia PA-150 (atual BR-155), bloqueando a via nos dois sentidos na periferia da cidade de Eldorado do Carajás. A Polícia Militar do Pará foi encarregada de tirá-los do local. Poucas horas depois receberam ordens do governador Almir Gabriel de "usar força necessária e inclusive atirar". A ação policial matou 19 trabalhadores rurais.
O clima na região estava muito tenso desde o massacre, quando Niemeyer resolveu, durante a VI Mostra Internacional de Arquitetura em São Paulo, em julho de 1996, doar um monumento a ser instalado para homenagear os trabalhadores mortos.
O arquiteto dispôs parte dos seus recursos para erguer o monumento, encontrando apoio financeiro de organizações de direitos humanos e do campesinato. A prefeitura de Marabá, na figura do prefeito Geraldo Veloso, sugeriu que o monumento fosse erguido num local de grande fluxo, no entroncamento das rodovias BR-230 e BR-155 (antiga PA-150), local popularmente conhecido como "Rotatória do Km 06". O governo federal, por intermédio do DNIT, garantiu a cedência da área e a terraplanagem mínima da rotatória. A escolha de Marabá para a construção do monumento, vinha porque da cidade partiu a cobertura da imprensa, o velório dos trabalhadores mortos, e também sediou as instâncias judiciais e policiais responsáveis pela abertura dos processos criminais e investigativos contra os autores do massacre. O local também vinha a calhar porque simbolizava a rodovia do massacre (BR-155) e a rodovia de colonização da Amazônia (BR-230) — estrada esta que indiretamente gerou o massacre, por ser a porta de entrada de grande contingente populacional para a Amazônia oriental, fato que colaborou para a convulsão da massa camponesa que se instalou na região atraída pelo governo federal por promessas de terras de baixo custo e abundantes.
O monumento ficou pronto no dia 8 de agosto de 1996, sendo entregue a integrantes do Movimento dos Trabalhadores Rurais Sem Terra (MST), no Rio de Janeiro, pelo próprio Niemeyer. No dia da entrega houve um ato local. Em várias em cidades brasileiras, por onde a obra passou, houve programações em solidariedade às vítimas.
Após chegar em Marabá, as obras de instalação começaram, sendo feitas na semana que antecedeu o feriado de 7 de setembro. Então, no dia 7 de setembro, vários movimentos sociais fizeram marcha na cidade para lembrar o massacre. Ao final da marcha, os trabalhadores rurais, o prefeito e demais autoridades inauguraram o monumento.

## Destruição
Após a inauguração, os proprietários latifundiários e os setores ultraconservadores da região começaram a proferir ameaças de que destruiriam o monumento e também contra as entidades que o patrocinaram.
Na madrugada de 22 de setembro de 1996 um grupo de pessoas reuniu-se ao redor do monumento com picaretas e marretas e destruíram o monumento. Não houve nenhuma ação da polícia (o quartel do 4º batalhão da Polícia Militar fica a cerca de 2 km do local) para conter os vândalos e a depredação do Monumento Eldorado Memória. O monumento foi a única obra arquitetônica de Niemeyer no interior da Amazônia.
O ocorrido gerou temor e terror na população, visto que a ação foi muito truculenta e cercada de ameaças.
Perguntado sobre o ocorrido, Niemeyer respondeu o seguinte:
| “                                                              | Aconteceu o mesmo quando levantamos o monumento em homenagem aos operários mortos pelo Exército na ocupação da CSN, em Volta Redonda, no Rio de Janeiro. | ” |
| — Oscar Niemeyer, em entrevista ao Jornal O Estado de S. Paulo | |   |

A prefeitura de Marabá ou qualquer outra entidade governamental (inclusive o governo do Pará, que deu ordem ao massacre) nunca se dispuseram a reerguer o monumento.

## Monumento das Castanheiras Mortas
O Monumento das Castanheiras Mortas é um monumento em Eldorado do Carajás, que foi inaugurado em 17 de abril de 1999. Em sua inauguração, compunha-se de 19 castanheiras queimadas e mortas que foram erguidas na curva do S da BR-155, local onde ocorreu o massacre, em homenagem tanto aos trabalhadores mortos, quanto ao monumento de Niemeyer derrubado em 1996.